# ویکرز وندس
ویکرز وندس (به انگلیسی: Vickers Vendace) یک هواپیمای ساختِ کارخانهٔ ویکرز در کشور بریتانیا است. نخستین استفاده‌کنندهٔ این هواپیما بولیوی بوده‌است. این هواپیما برای نخستین بار در ۱۹۲۶ میلادی مورد استفاده قرار گرفت.